# 伊月ゆい
伊月 ゆい（いつき ゆい、10月25日 - ）は、日本の女性声優。愛知県名古屋市出身。オフィス リスタート所属。

## 経歴
親からディズニーやスタジオジブリ作品をよく見せてもらったことで幼少期よりアニメが好きだった。あるときテレビのクイズ番組で、その人物が何をしているか?というものがあり、正解の発表の際の「おいキタロウ!」の台詞に衝撃を受けた。ラジオで『魔神英雄伝ワタル』の忍部ヒミコ役の林原めぐみが出演しており、声優が雑誌によく登場したりラジオでパーソナリティする番組が多くなっていたときで、必然的に声優になろうと思うようになった。
それから声優の通信講座の学習教材的なものを買ったり、アニメをビデオテープに録画後に消音してからアテレコもしていた。近所に過去になかった声優養成所ができたことで高校3年生で入所。
日本ナレーション演技研究所名古屋校卒。
2003年、テレビアニメ『D.C. 〜ダ・カーポ〜』の水越萌役でデビュー。
2008年10月31日付でアイムエンタープライズを退所、同年12月よりホーリーピーク所属。2020年5月31日付で退所した。
2022年4月1日より声優の小清水亜美が立ち上げた声優事務所オフィス リスタートの所属となり。同年4月11日、Twitterを開設。

## 人物
愛称は「ゆいん」。田村ゆかりからはいっついと呼ばれている。伊月は「い」の方を強く読むのが正しいアクセント。いつきゆいが正しく、いつきゆいではない。
趣味は脱出ゲーム。特技は猫毛フェルト。
特技にPCカスタムも挙げており、2004年時点でPCを3台所有、うち1台は自作PC。自称ソニー信者。最初に使ったPCはNECのPC-9801。
妖精帝國のボーカル・ゆいの「人間界においての友人」であり、電気式華憐音楽集団のボーカル・華憐を含めて「同じ誕生日」（10月25日）である。

## 出演
太字はメインキャラクター。

### テレビアニメ
2003年
- D.C. 〜ダ・カーポ〜（2003年 - 2005年、水越萌） - 2シリーズ
- ぽぽたん（女の子）

2004年
- 双恋 / フタコイ オルタナティブ（2004年 - 2005年、桜月キラ） - 2シリーズ
- 舞-HiME（鈴木美也）

2005年
- エレメンタル ジェレイド（オリガ）
- SPEED GRAPHER（女子高生4）
- まじかるカナン（高崎友枝）

2006年
- 舞-乙HiME（ミーヤ・クロシェット）
- 錬金3級 まじかる?ぽか〜ん（メグミ）

2007年
- Venus Versus Virus（ルカ）

2008年
- かのこん（長ヶ部澪）
- 黒執事（2008年 - 2024年、ポーラ） - 3シリーズ
- のらみみ2（チエ）

### OVA
- D.C.if 〜ダ・カーポ イフ〜（2008年、水越萌）
- かのこん〜真夏の大謝肉祭〜（2009年、長ヶ部澪）

### ゲーム
2003年
- D.C.P.S. 〜ダ・カーポ〜 プラスシチュエーション（水越萌）

2004年
- ファントム・ブレイブ（カスティル）
- 双恋 シリーズ（2004年 - 2005年、桜月キラ）- 3作品
- Monochrome（遊羽）

2005年
- 状況開始っ!（友成楓）
- D.C. Four Seasons 〜ダ・カーポ〜 フォーシーズンズ（水越萌）
- ファントム・キングダム（カスティル）
- 舞-HiME 運命の系統樹（ツキヨミ）

2006年
- アルカナハート（2006年 - 2009年、安栖頼子）- 3作品
- true tears（2006年 - 2008年、仲根るい）- 2作品

2007年
- SDガンダム GGENERATION SPIRITS（リコル・チュアート）
- 最終試験くじら -Alive-（本並曜子）
- ソルフェージュ（2007年 - 2009年、幸村ちほ）- 3作品

2010年
- D.C.I&II P.S.P. 〜ダ・カーポI&II〜 プラスシチュエーション ポータブル（水越萌）

2013年
- アンジュ・ヴィエルジュ〜第2風紀委員 ガールズバトル〜（《右往左往》宗像睦心）
- 神様と運命革命のパラドクス（西園寺ミザエル）

2014年
- 神様と運命覚醒のクロステーゼ（レティーシア・リベラディウス）
- 超ヒロイン戦記（窓辺みぃ、ドロシー）

2015年
- ヴァリアントナイツ（マリス＝メイデン）

2017年
- デスティニーチャイルド（レダ）

2022年
- 無期迷途（プリシラ）

### 吹き替え
- 名探偵モンク4 #9

### ドラマCD
- D.C. 〜ダ・カーポ〜 初音島ドラマシアター（2004年、水越萌）
- PS2ゲーム『双恋』ドラマアルバム twinkle bright（2005年、桜月キラ）
  - PS2ゲーム 双恋島 トークバラエティCD パカッ！と双恋島♪（2005年、桜月キラ）
- TRIP TREK（2010年、春佳）

### ラジオ
- ラジオどっとあい 伊月ゆいのデジタロイド計画（2004年、文化放送・インターネットラジオ）
- ムギュッと!双恋♥（2004年 - 2005年、文化放送・東海ラジオ放送・ラジオ大阪）
- フタコイ メルっと★コレクティブ（2005年、インターネットラジオ）
- アキバチック天国（2005年 - 2006年、栃木放送・ランティスウェブラジオ）
- ラジオトゥルーティアーズ るいと穂香の瑞鳳学園放送部(T_T)（2005年 - 2006年、ラジオ関西・音泉）
- ゆいとさくらの てぃあらじ 番外編（2006年、アニスタ.TV）
- いつでもいっしょ! 伊月ゆい・植田佳奈のMicMacれぃでぃお（2006年、インターネットラジオ）

#### ラジオドラマ
- オーロラ戦隊プリズム騎士（2007年、ダイヤナイト / 白河雪）

#### ラジオCD
- ラジオCD D.C. 〜ダ・カーポ〜 初音島放送局1、3
- 初音島放送局S.S. Vol.2、3

## ディスコグラフィ

### キャラクターソング
| 発売日   | 商品名                                                                         | 歌 | 楽曲                                        | 備考                                                                     |
| 2003年   | 2003年                                                                         | 2003年 | 2003年                                      | 2003年                                                                   |
| -------- | ------------------------------------------------------------------------------ | --- | ------------------------------------------- | ------------------------------------------------------------------------ |
| 9月26日  | D.C. 〜ダ・カーポ〜 キャラクターイメージソングVol.2 芳乃さくら×水越萌×水越眞子 | 水越萌（伊月ゆい） | 「スローペースな幸せ」                      | テレビアニメ『D.C. 〜ダ・カーポ〜』関連曲                                |
| 2004年   |                                                                                | |                                             |                                                                          |
| 2月25日  | ダ・カーポ玉2                                                                  | 朝倉音夢（野川さくら）、天枷美春（神田朱未）、白河ことり（堀江由衣）、芳乃さくら（田村ゆかり）、水越眞子（松岡由貴）、水越萌（伊月ゆい） | 「風見学園校歌」                            | テレビアニメ『D.C. 〜ダ・カーポ〜』関連曲                                |
| 4月7日   | D.C.P.S. 〜ダ・カーポ〜 プラスシチュエーション キャラクターイメージソング1     | 水越萌（伊月ゆい）、水越眞子（松岡由貴） | 「HomeSweetHome」                           | ゲーム『D.C.P.S. 〜ダ・カーポ〜 プラスシチュエーション』関連曲           |
| 7月7日   | D.C.P.S. 〜ダ・カーポ〜 プラスシチュエーション キャラクターイメージソング2     | 水越萌（伊月ゆい） | 「そばにいていいの…？」                     | ゲーム『D.C.P.S. 〜ダ・カーポ〜 プラスシチュエーション』関連曲           |
| 8月4日   | 双恋 character song series #1 桜月キラ&ユラ                                    | 桜月キラ（伊月ゆい）、桜月ユラ（綱掛裕美） | 「TWINS REVOLUTION」 「星夢PAS DE DEUX」    | ゲーム『双恋 -フタコイ-』関連曲                                          |
| 9月23日  | 甘辛日夜〜Ama-Kara Night&Day〜                                                 | 桜月キラ（伊月ゆい）、桜月ユラ（綱掛裕美）、一条薫子（堀江由衣）、一条菫子（小清水亜美）、白鐘沙羅（水橋かおり）、白鐘双樹（門脇舞）、雛菊るる（長谷川静香）、雛菊らら（落合祐里香）、千草初（吉住梢）、千草恋（桑谷夏子）、桃衣愛（たかはし智秋）、桃衣舞（三五美奈子） | 「甘辛日夜〜Ama-Kara Night&Day〜」 「宝物」 | テレビアニメ『双恋』イメージソング                                       |
| 9月23日  | monochrome Vocal Collection halo                                               | 遊羽（伊月ゆい）、雛水（森永理科） | 「Angels〜天使の祈り〜」                    | ゲーム『Monochrome』挿入歌                                               |
| 12月22日 | FU・WA・RI 告白!                                                               | 桜月キラ（伊月ゆい）、桜月ユラ（綱掛裕美）、一条薫子（堀江由衣）、一条菫子（小清水亜美）、白鐘沙羅（水橋かおり）、白鐘双樹（門脇舞）、雛菊るる（長谷川静香）、雛菊らら（落合祐里香）、千草初（吉住梢）、千草恋（桑谷夏子）、桃衣愛（たかはし智秋）、桃衣舞（三五美奈子） | 「FU・WA・RI 告白！」                       | ゲーム『双恋 -フタコイ-』オープニングテーマ                              |
| 12月22日 | FU・WA・RI 告白!                                                               | 桜月キラ（伊月ゆい）、桜月ユラ（綱掛裕美）、一条薫子（堀江由衣）、一条菫子（小清水亜美）、白鐘沙羅（水橋かおり）、白鐘双樹（門脇舞）、雛菊るる（長谷川静香）、雛菊らら（落合祐里香）、千草初（吉住梢）、千草恋（桑谷夏子）、桃衣愛（たかはし智秋）、桃衣舞（三五美奈子） | 「わいわいLove baloon」                     | ゲーム『双恋 -フタコイ-』イメージソング                                  |
| 2005年   |                                                                                | |                                             |                                                                          |
| 7月6日   | 恋泥棒ごっこ                                                                   | 桜月キラ（伊月ゆい）、桜月ユラ（綱掛裕美）、一条薫子（堀江由衣）、一条菫子（小清水亜美）、白鐘沙羅（水橋かおり）、白鐘双樹（門脇舞）、雛菊るる（長谷川静香）、雛菊らら（落合祐里香）、千草初（吉住梢）、千草恋（桑谷夏子）、桃衣愛（たかはし智秋）、桃衣舞（三五美奈子） | 「恋泥棒ごっこ」                            | ゲーム『フタコイ オルタナティブ 恋と少女とマシンガン』オープニングテーマ |
| 10月26日 | D.C.S.S. VOCAL ALBUM Vol.1                                                     | 水越萌（伊月ゆい） | 「リストランテMOE」                         | テレビアニメ『D.C.S.S. 〜ダ・カーポ セカンドシーズン〜』関連曲           |
| 2006年   |                                                                                | |                                             |                                                                          |
| 5月10日  | D.C.S.S. VOCAL ALBUM Vol.2                                                     | 水越萌（伊月ゆい） | 「しやわせサンデーカップ」                  | テレビアニメ『D.C.S.S. 〜ダ・カーポ セカンドシーズン〜』関連曲           |
| 2010年   |                                                                                | |                                             |                                                                          |
| 9月29日  | ソルフェージュ ボーカルコレクション                                            | 幸村ちほ（伊月ゆい） | 「especially」                              | ゲーム『ソルフェージュ〜La finale〜』関連曲                              |

### ライブ映像
- D.C. 〜ダ・カーポ〜 シークレットライブ in 川崎 CLUB CITTA'（2004年5月26日）
- 双恋 LIVE〜バレンタインパニック〜（2005年6月22日）

### シリーズ一覧
1. ↑  第1期（2003年）、第2期『D.C.S.S. 〜ダ・カーポ セカンドシーズン〜』（2005年）
2. ↑  第1期（2008年 - 2009年）、第2期『II』（2010年）、第4期『-寄宿学校編-』（2024年）
3. ↑  『双恋 -フタコイ-』（2004年）、『フタコイ オルタナティブ 恋と少女とマシンガン』『双恋島〜恋と水着のサバイバル〜』（2005年）